# Ботани (пригород)
Ботани (англ. Botany) — пригород Сиднея, в штате Новый Южный Уэльс, на юго-востоке Австралии. Он расположен в 11 километрах к югу от центрального делового района Сиднея, на северном берегу залива Ботани, к востоку от сиднейского международного аэропорта имени Кингсфорда Смита. 
Рядом находятся другие пригороды Сиднея: Маскот, Бэнксмидоу, Пейджвуд и Порт-Ботани.

## История
29 апреля 1770 года капитан Джеймс Кук высадился на берег в заливе Ботани во время своего первого кругосветного путешествия. Его сопровождали английский ботаник и натуралист Сэр Джозеф Бэнкс и помощник шведского ботаника Даниэль Соландер. Они провели несколько дней на берегу, собирая образцы растений, которые ранее были неизвестны в Европе. 
Название пригорода происходит от названия залива, на берегу которого он расположен.

## Население и демография
Согласно переписи 2016 года, в Ботани проживало 10817 человек. Из них 63 % были рождены в Австралии. Большинство иностранцев, проживающих здесь, из Англии (3,4 %) и Новой Зеландии (2,6 %). 69% населения города общаются дома на английском.

## Парк Сэра Джозефа Бэнкса
В Ботани, на побережье располагается парк названный в честь Джозеф Бэнкса. Он имеет большое значение для местного района и, возможно, для штата.

## Галерея

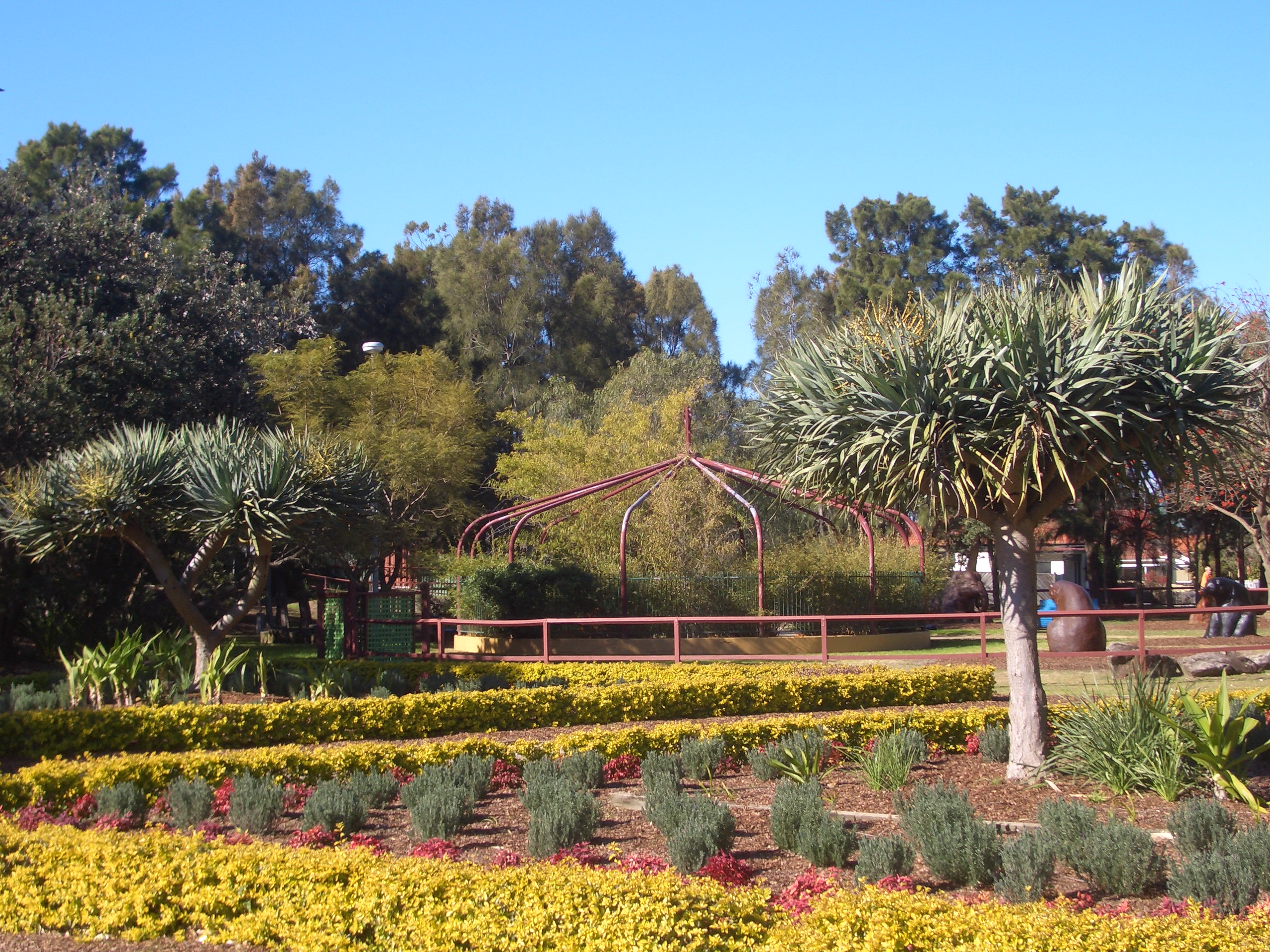
Вид на парк Парк Сэра Джозефа Бэнкса
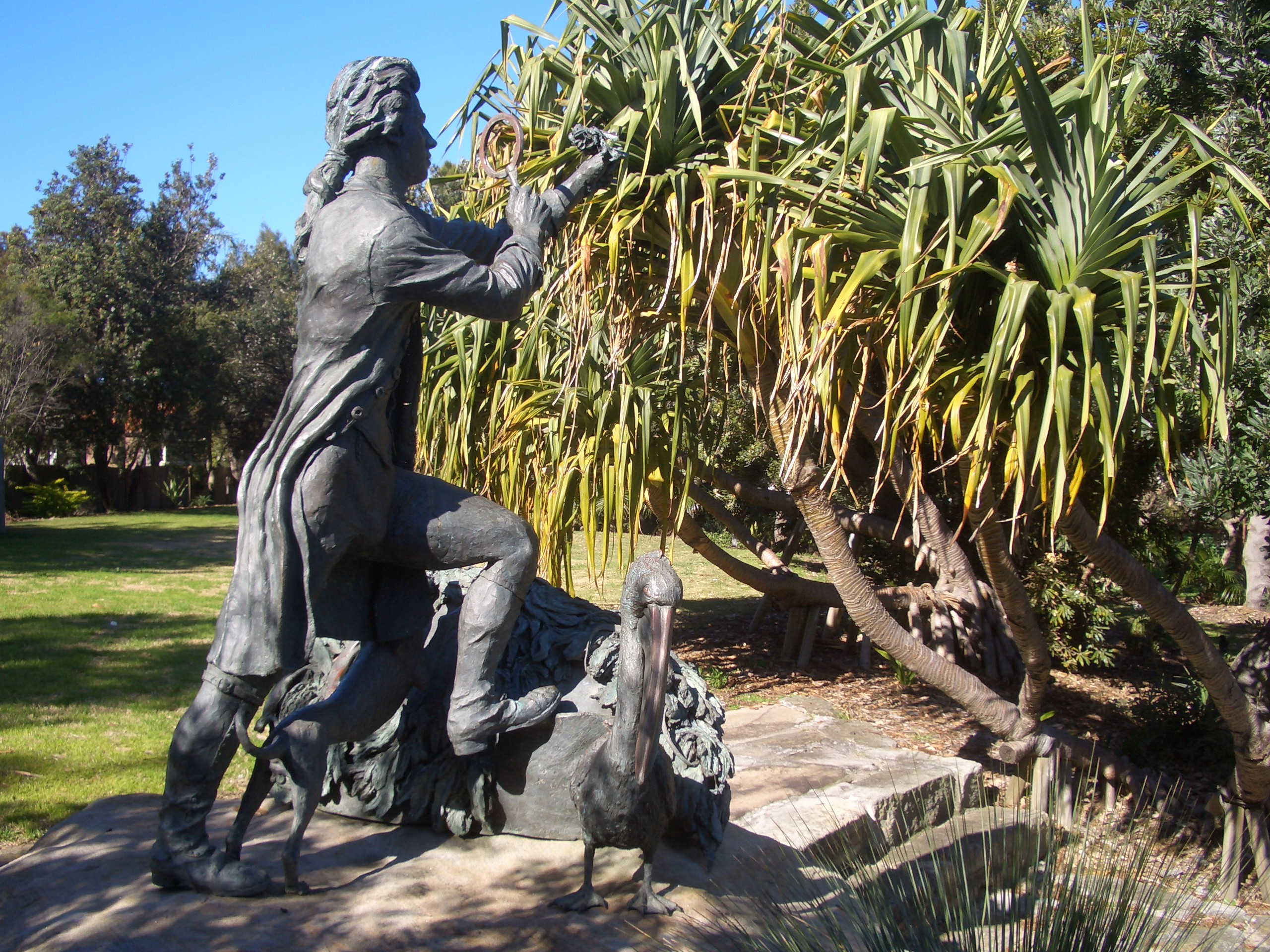
Статуя изображающая Джозефа Бэнкса исследующего ботанические образцы
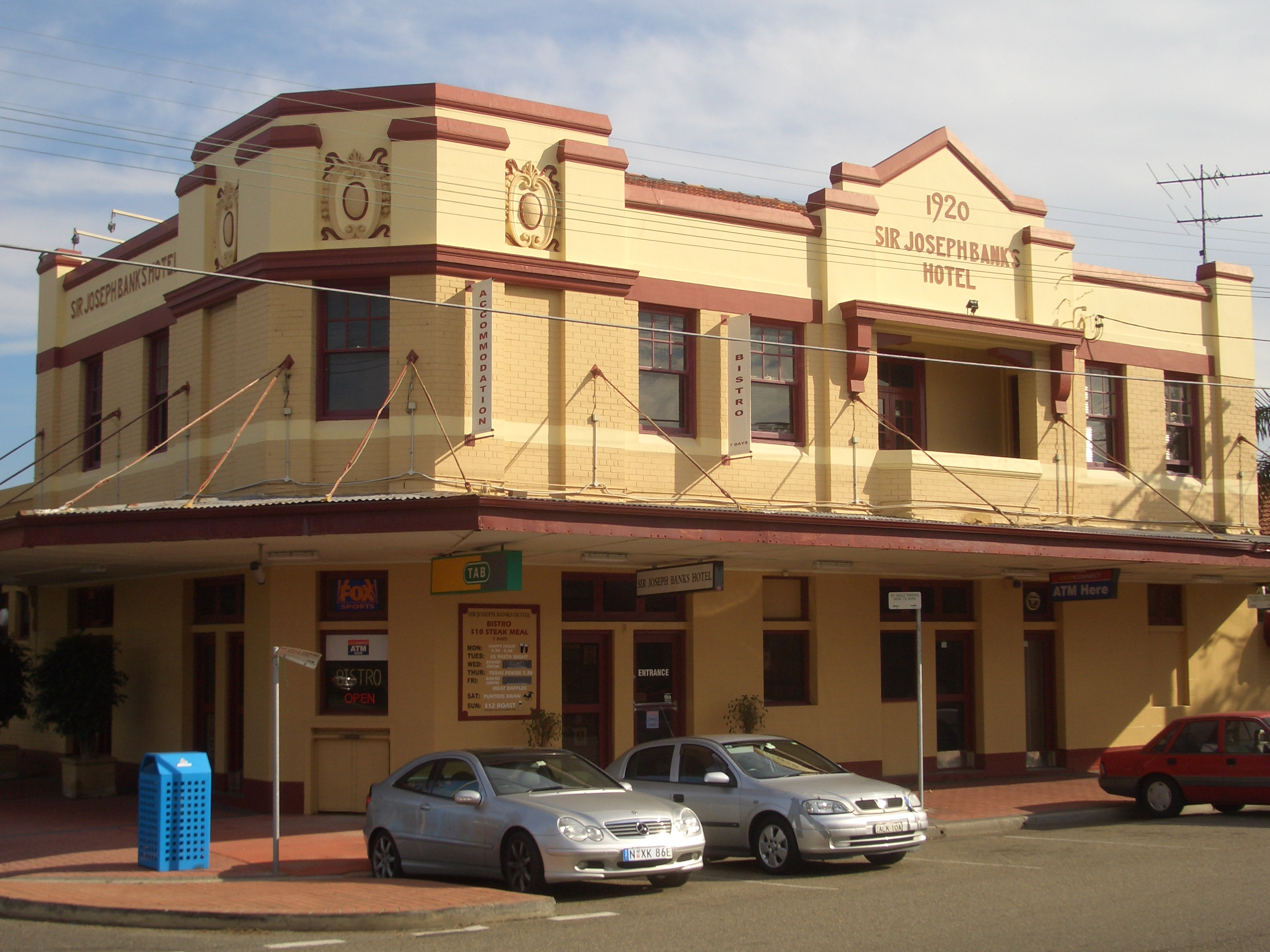
Отель 1920 года постройки
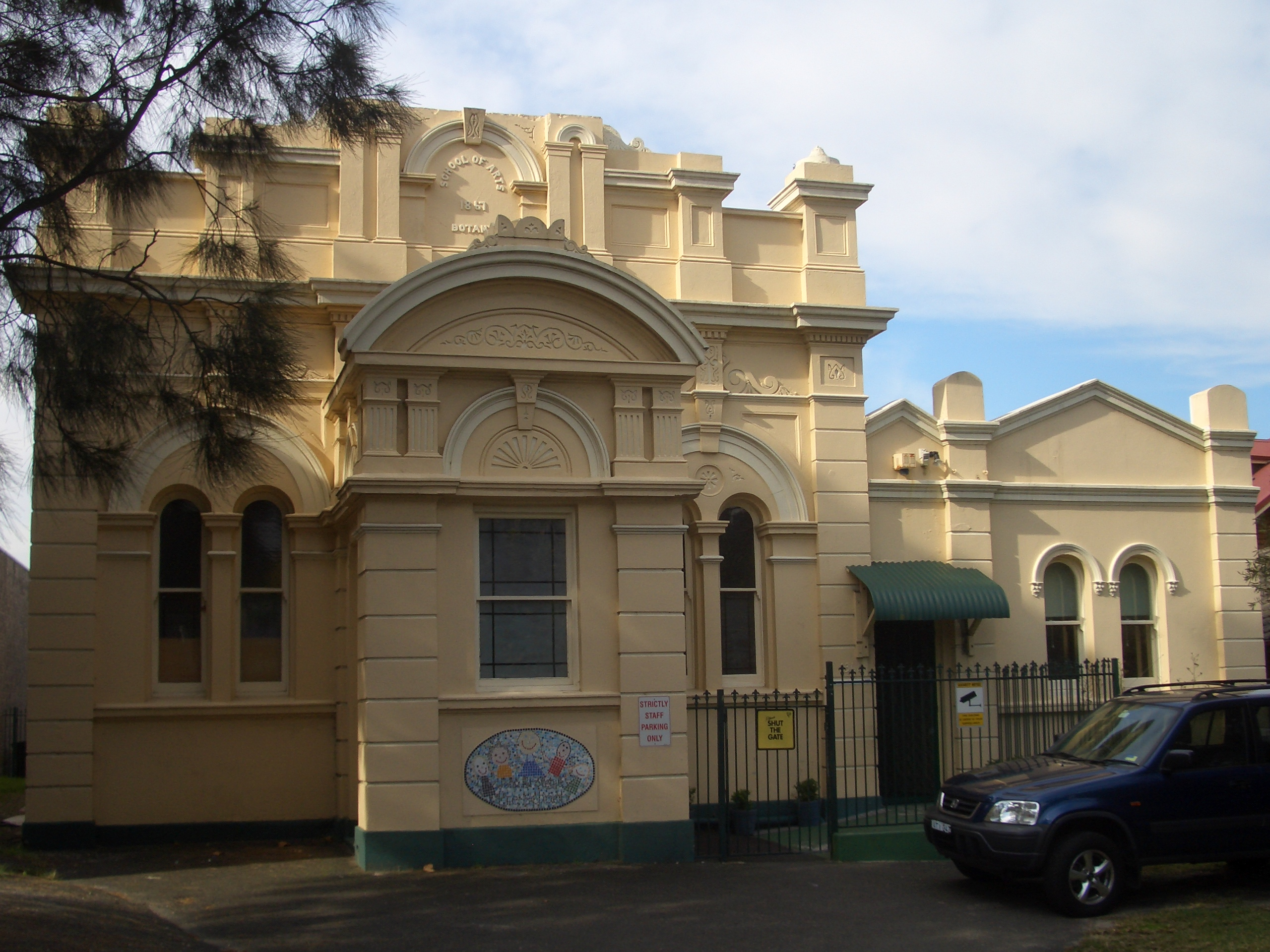
Школа искусств
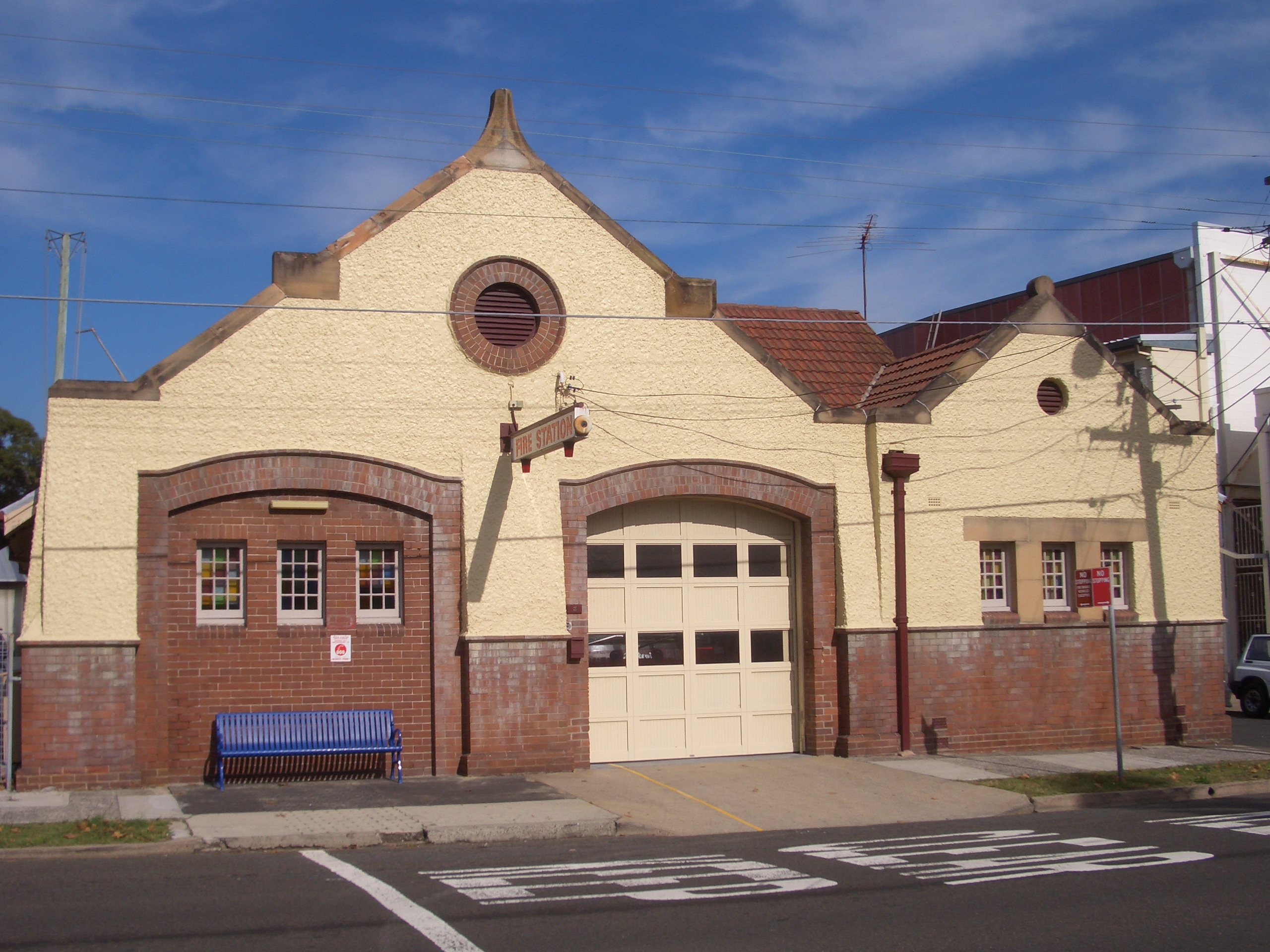
Пожарная станция